# Teatro San Materno

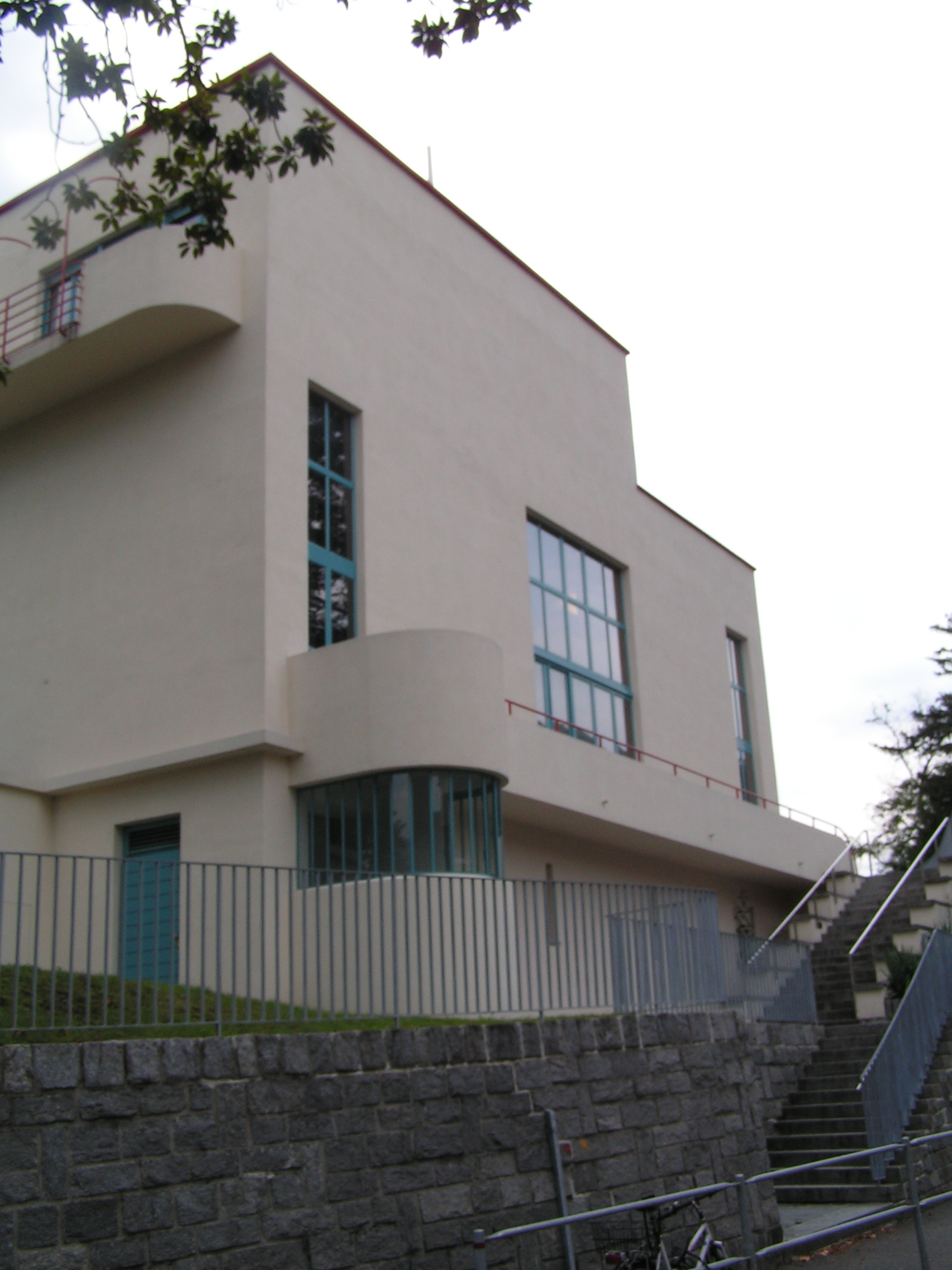
Das Teatro San Materno von der Strasse aus gesehen

Das Teatro San Materno ist ein Gebäude in Ascona, das 1927–1928 von Architekten Carl Weidemeyer aufgrund einer Idee der Ausdruckstänzerin Charlotte Bara (1901–1986) gebaut wurde.
Das Gebäude gilt als erstes in der Schweiz nach modernen Baukriterien errichtete Kammertheater. Als exemplarisches Beispiel der rationalistischen Architektur wurde es am 16. Oktober 1995 ins kantonale Denkmalverzeichnis aufgenommen. Es ist heute als A-Objekt klassiert und hat somit die höchste schweizerische Schutzstufe erreicht.

## Geschichte
Der belgische Textilindustrielle Paul Bachrach und seine Frau Elvire waren nach dem Ersten Weltkrieg nach Ascona gezogen, wo sie das Castello San Materno bewohnten und eine wichtige Rolle im damaligen Ascona mit seinen Künstlern um den Monte Verità spielten. Paul Bachrach gab das Gebäude für seine Tochter Charlotte Bara [Ba(ch)ra(ch)] bei Carl Weidemeyer in Auftrag, den er 1918 in Worpswede auf dem Barkenhoff persönlich kennengelernt hatte. Es sollte ein «Tempel des Tanzes» sein und sowohl als Tanzschule als auch als Theater genutzt werden können.
Charlotte Bara betrieb das Teatro San Materno, so lange es ihre Gesundheit und ihr Alter zuliessen, als Tanztheater. Während des Zweiten Weltkriegs und bis 1952 waren auch Flüchtlinge und Verfolgte in den Theaterräumen untergebracht. Von 1973 bis 1982 nutzten die Zeugen Jehovas die Theaterräumlichkeiten. Die Wohnungen im Zwischen- und Obergeschoss wurden bis 1986 als Ferienwohnungen vermietet.
Das Theater wurde im Jahr 1978 der Gemeinde Ascona verschrieben, während das benachbarte Castello erst nach dem Tod von Charlotte Rütters-Bachrach testamentarisch der Gemeinde Ascona vermacht wurde.
Von 1982 bis 1998 nutzte Michel Poletti das Gebäude, der verschiedene Veranstaltungen organisierte.
2006 wurde das Teatro Materno nach denkmalpflegerischen Grundsätzen restauriert. Neben der grundsätzlichen Renovation und Behebung von Schäden war auch eine zeitgemässe Infrastruktur zu erstellen. Dafür wurden sowohl der Keller erweitert wie auch auf der Ebene des Saals in den Hang ein Toilettentrakt erstellt. Für den besseren und behindertengerechten Zugang wurde in die Stützmauer eine Liftanlage eingebaut, wobei darauf geachtet wurde, dass dieser «um die Ecke» gebaut wurde. Die neu erstellten Gebäudeteile sind von aussen unsichtbar, wie auch der Lift die Sicht vom Haupteingang auf den Theatervorplatz nicht beeinträchtigt. Die Künstlergarderobe wurde in den Wohnteil im Zwischengeschoss verlegt und mit einer Innentreppe mit dem Bühnennebenraum verbunden. Es wurde versucht, die originale Farbgebung aussen wie in den Räumen wiederherzustellen. Auch die Künstlerwohnungen im Obergeschoss wurden möglichst originalgetreu wieder hergestellt.

## Lage
Das Bauwerk befindet sich an der Via Losone 3 und liegt wie das benachbarte Castello San Materno auf der Kante der östlichen Hügelrippe des Monte Verità.

## Gebäude

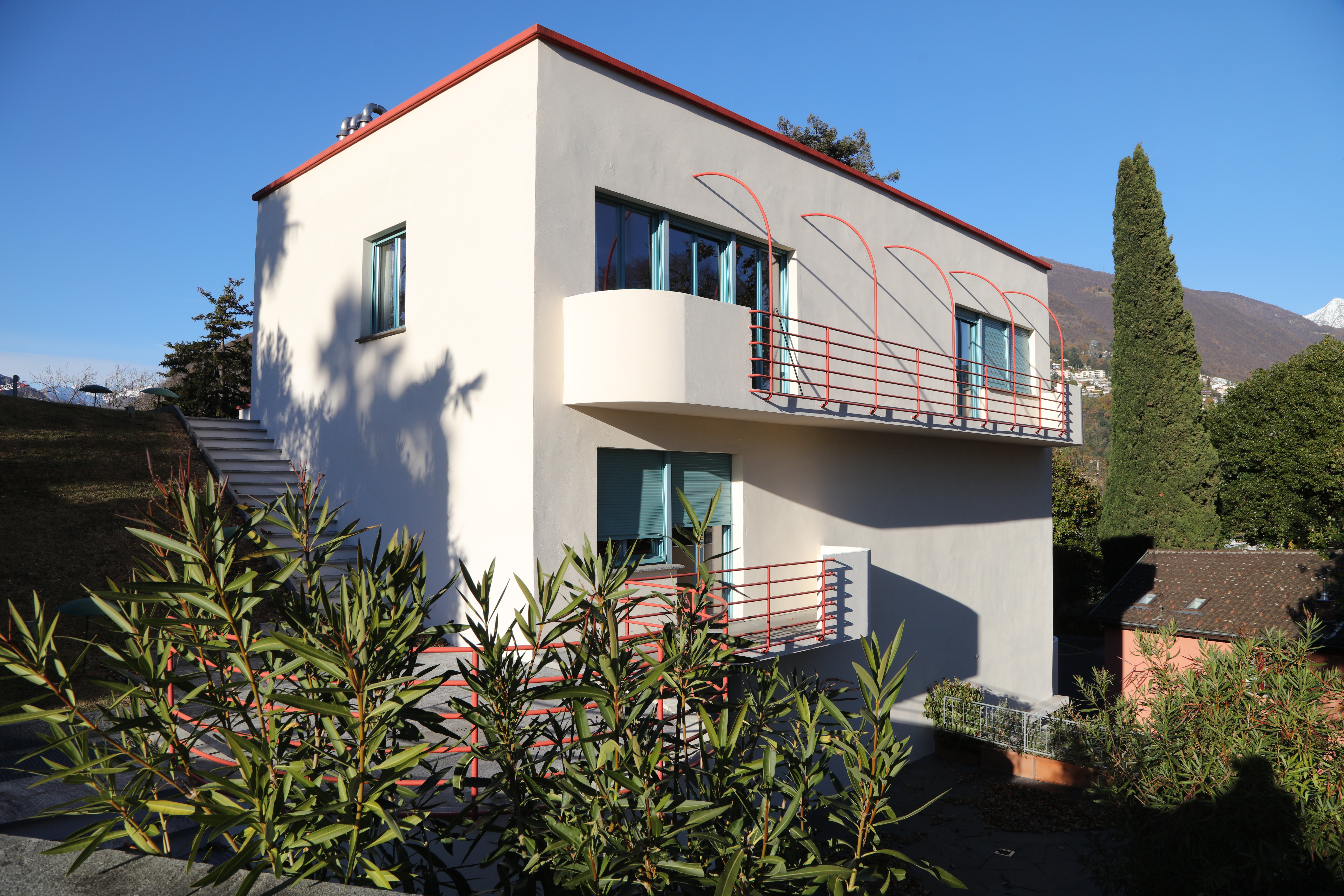
Die Gebäudeabschnitte des Teatro San Materno

Das Gebäude besteht aus vier Ebenen: dem Unter- oder Kellergeschoss, dem Haupt- oder Erdgeschoss mit dem Theatersaal, dem Zwischengeschoss und dem Obergeschoss.
Die einzelnen Gebäudeabschnitte bzw. Geschosse waren ursprünglich nur ausserhalb miteinander verbunden. Erst in Zusammenhang mit der Restaurierung 2006 wurde eine Verbindung im Gebäude zwischen der Künstlergarderobe im Zwischengeschoss und der Bühne geschaffen. Zuvor waren die einzelnen Geschosse mit Treppen und Wegen erschlossen, wobei die Lage am Hang mithalf, dass sich der Eingang jeweils ebenerdig, das heisst auf der Höhe des Geländes, befand.
Ursprünglich waren im Zwischengeschoss wie im Obergeschoss Wohnräume untergebracht. Diese waren für die Schüler und Gastkünstler des Theaters vorgesehen.
Der Theatersaal ist bezüglich des Eingangsniveaus abgesenkt, so dass Bühne und Eingang auf gleicher Höhe liegen. Er bietet Raum für bis zu 124 Personen. Die Stufen für die Theatersaalbestuhlung mit Einzelstühlen können unter die Bühnen geschoben werden, um eine grössere Fläche für den Tanzunterricht zu nutzen. Von der Eingangshalle führt eine Treppe in einen Vorraum und über diesem  auf die Balustrade.
Der Bühnenraum hat eine Breite von 8,5 Metern bei einer Tiefe von 5 Metern, was für kleine Gruppentänze ausreichend ist. Die Bühne kann mit einem Vorhang vom Zuschauerraum abgetrennt werden.